# Teretrius pulex
Teretrius pulex är en skalbaggsart som beskrevs av Leon Fairmaire 1877. Teretrius pulex ingår i släktet Teretrius och familjen stumpbaggar. Inga underarter finns listade i Catalogue of Life.